# Bliesheim
Bliesheim ist ein südöstlicher Stadtteil von Erftstadt im Rhein-Erft-Kreis in Nordrhein-Westfalen.
Beim Hochwasser in Deutschland im Juli 2021 wurden die in der Erftniederung liegenden Häuser stark durch das Hochwasser der Erft getroffen. Das Unterdorf wurde fast vollständig überflutet und teilweise evakuiert. Das östlich am Villehang liegende Oberdorf war nicht betroffen.

## Lage

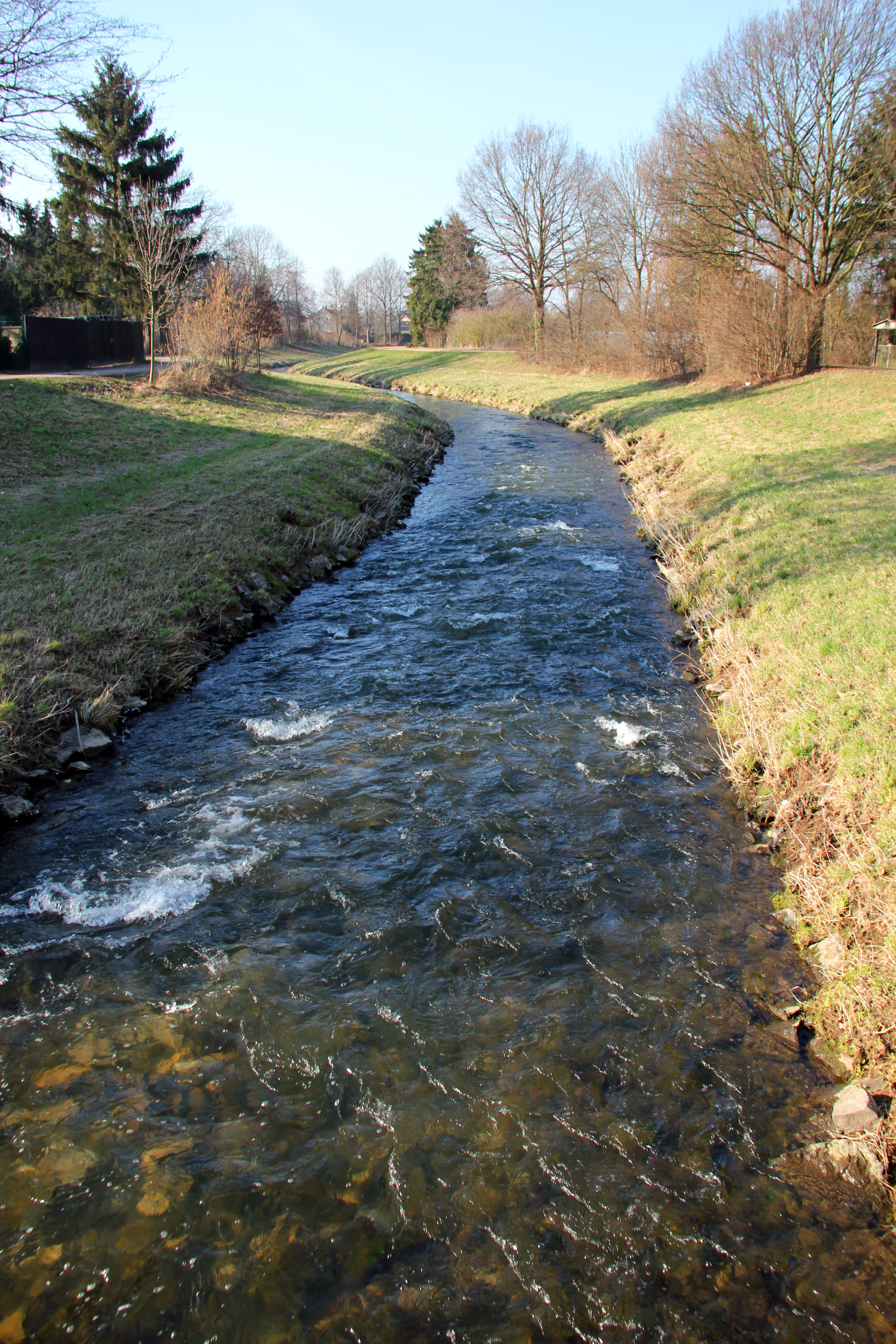
Die Erft in Bliesheim

Der Ort liegt zwischen Erftstadt-Liblar und Weilerswist südwestlich der Ville an der Erft. Südlich von Bliesheim liegt das Autobahnkreuz Bliesheim der A 553, A 61 und A 1. Die nächste Anschlussstelle ist Erftstadt an der A 1 / A 61.

## Geschichte

### Vorrömische und römische Zeit
Erste Siedlungsspuren weisen bis weit in die vorgeschichtliche Zeit zurück. Neben der Trasse der Autobahn wurden aus einer dunkel verfärbten Bodenstelle Scherben geborgen, die der Linearbandkeramik zugeordnet werden konnten. Ein am südlichen Ortsausgang von Bliesheim entdeckter Kreisgraben und mehrere Hügelgräber an der Gemarkungsgrenze von Liblar verweisen in die Latènezeit.
Die Sprachforschung geht davon aus, dass der Name Blisna, wie Bliesheim in den ersten schriftlichen Quellen bezeichnet wurde, eine vorrömische Siedlung bezeichnet, die von einer Gewässerbezeichnung „glänzendes Wasser“ abzuleiten ist.
Auf eine größere Siedlung in römischer Zeit verweisen Fundamente eines römischen Gutshofes, einer Villa rustica, im Bereich des heutigen alten Friedhofes sowie weitere Gebäude, Keramikreste, Ziegel und römische Münzen des 3. und 4. Jahrhunderts. Ein römisches Gräberfeld mit Brandgräbern lag am südlichen Ortsausgang.

### Mittelalter

#### Fränkische Zeit
In fränkischer Zeit wurde in der Nähe der verlassenen Villa rustica ein Fronhof errichtet. Die Bewohner beerdigten ihre Toten in Reihengräbern außerhalb der Siedlung auf einer Anhöhe östlich der Erft.
Spätestens im 6. Jahrhundert wurde der Begräbnisplatz aufgegeben und die Toten auf einem neu angelegten Friedhof neben dem Fronhof beerdigt, wo auch im Bereich der ehemaligen römischen Villa eine kleine Kirche für die Hofesleute errichtet wurde.

#### Erwerbungen des Stiftes St. Mariengraden
Um Fronhof und Kirche entwickelte sich das Dorf Bliesheim, das erstmals im Jahre 1059 in einer vom Papst Nikolaus II. bestätigten Schenkungsurkunde von Besitzungen des Kölner Erzbischofs Annos an das Kölner Stift St. Mariengraden erwähnt wurde.
Das Stift St. Mariengraden baute seinen Besitz in Bliesheim kontinuierlich zu einer Unterherrschaft aus. Um 1260 erwarb es von Ritter Gerhard Kolf von Ahrweiler den Fronhof und die Mühle, dann erwarb es mit Zustimmung des Erzbischofs Konrad von Hochstaden vom Grafen Wilhelm von Jülich die Vogtei mit allen Gerichtsrechten, der hohen und der niederen Gerichtsbarkeit. Durch einen Gütertausch mit dem Erzbischof Heinrich von Virneburg erwarb das Stift die Zehntrechte des Erzbischofs in Bliesheim und das Patronatsrecht für die Bliesheimer Kirche.
Die um 1155 in einer Handschrift der Abtei Deutz, dem codex theodorici, genannte Pfarrei „Blisne“ und die 1308 in einem Verzeichnis aller Pfarrkirchen der Erzdiözese Köln und ihrer Einkünfte, dem Liber valoris, erwähnte Kirche in Bliesheim war bis 1328 in erzbischöflichem Besitz.

#### Die Unterherrschaft des Stiftes Mariengraden

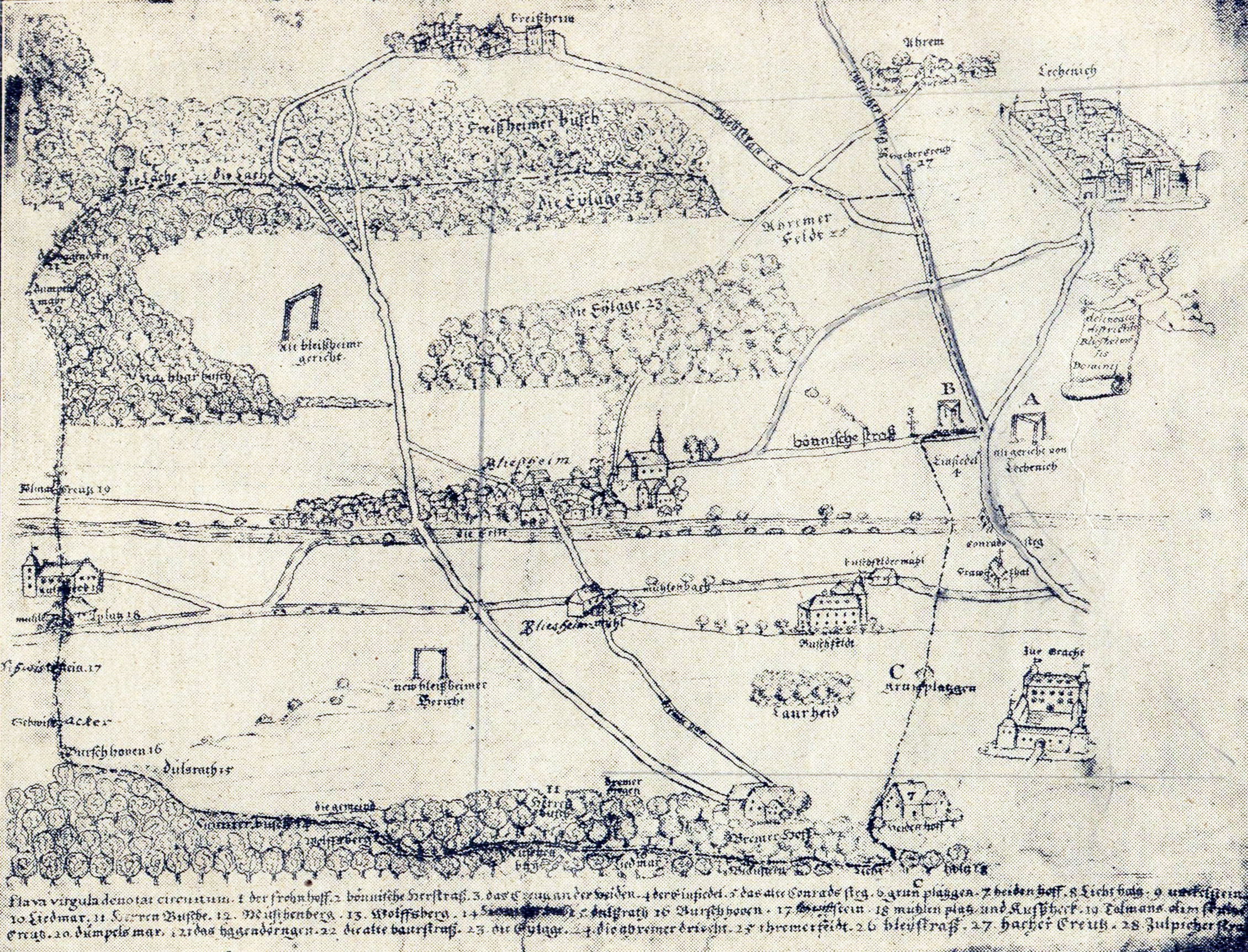
Flurkarte des Stiftes Mariengraden

Nach diesen Erwerbungen besaß das Stift St. Mariengraden den Ort Bliesheim als Unterherrschaft. Nachdem im Jahr 1406 der Hof, den der Kanoniker Johann Stolle 1403 von Wilhelm von Buschfeld erworben hatte, durch dessen Testament in den Besitz von Mariengraden gelangte und es dem Stift 1489 gelang, den Lehnshof in Muschenbach (untergegangener Ort) zurückzukaufen, gab es keinen weiteren bedeutenden Adelsbesitz mehr in Bliesheim.
Von den Besitzungen des Stiftes Mariengraden in der Eilau, einen Wald- und Heidegebiet zwischen Bliesheim und Lechenich, war ein Teil an die Lechenicher und Ahremer Bürger in Erbpacht als Viehweide vergeben, die dafür eine Weizenabgabe, den sogenannten Buschweizen, zahlten.
Die Grenzen der Unterherrschaft wurden nach einer Grenzbegehung, Beleitgang genannt, 1405 aufgezeichnet und 1489 erneuert. Beleitgänge fanden auch in den folgenden Jahrhunderten unter Beteiligung der Stiftsherren und der Einwohner Bliesheims statt, bei denen die Grenzen durch Vertreter der Nachbargemeinden bestätigt und von einem Notar protokolliert wurden.
Die Rechte des Stiftes St. Mariengraden in seiner Unterherrschaft Bliesheim wahrte ein „Amtmann“. Der erste bekannte Amtmann war Konstantin vom Horne, Kanoniker an St. Mariengraden, der 1357 in einem Rechtsstreit mit Johann von Buschfeld die Verhandlungen führte. Seit dem 15. Jahrhundert übernahmen Mitglieder der landsässigen Ritterschaft die Amtmannschaft, darunter Godart Wolff von Rheindorf, der gleichzeitig Schultheiß und Pächter des Fronhofes war. Im 16. Jahrhundert war das Schultheißenamt von dem des Amtmanns getrennt. Die Amtmannsstelle hatten wiederholt Familienmitglieder der Wolff Metternich zur Gracht inne.

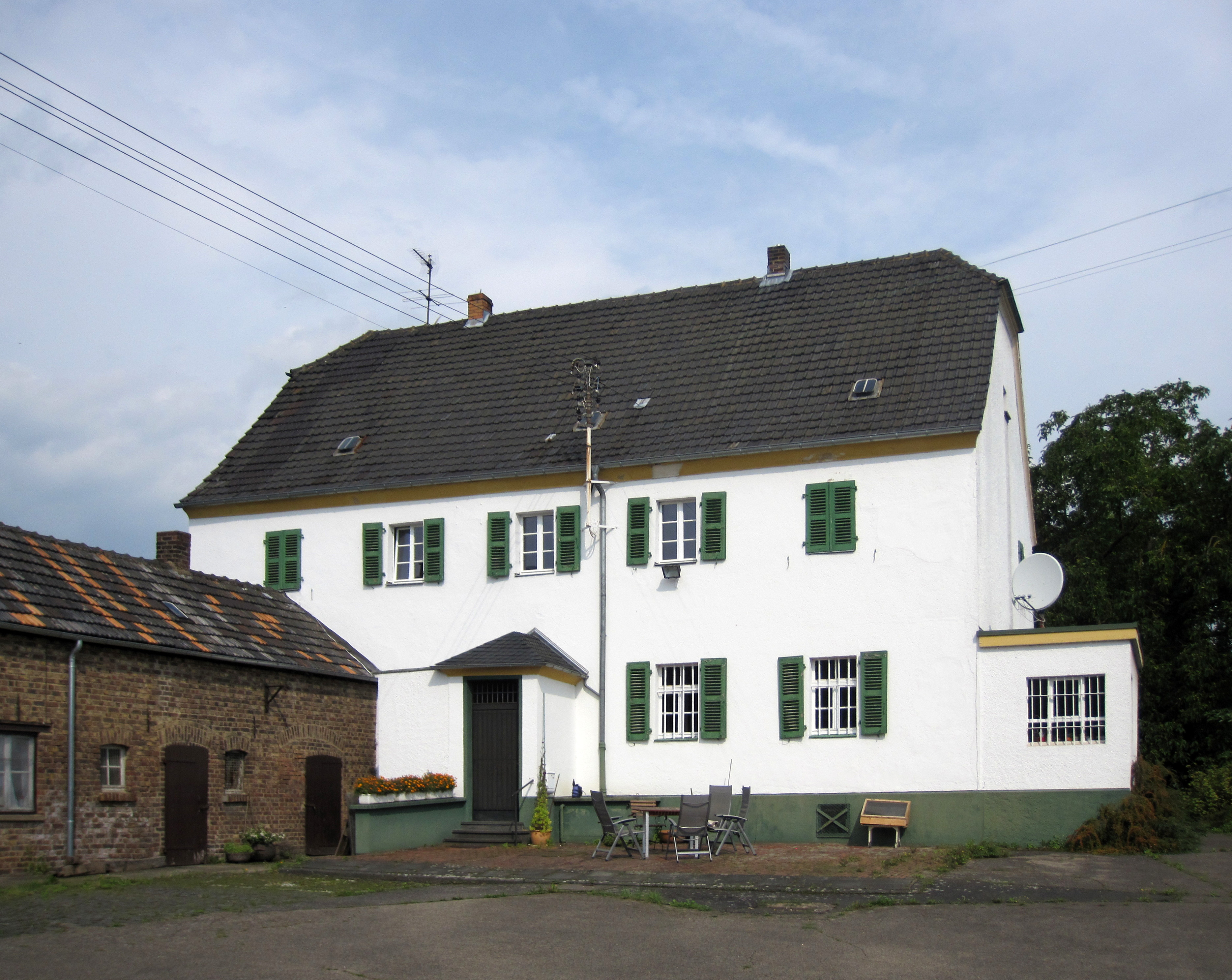
Ehemaliger Fronhof

Mittelpunkt der Unterherrschaft war der burgähnlich ausgebaute mit Wassergräben umgebene Fronhof zu dem auch ein Gefängnisturm gehörte. Auf dem Fronhof übte das mit Schultheiß und Schöffen besetzte Gericht die hohe und niedere Gerichtsbarkeit aus. Dort wurden große und kleine Vergehen verurteilt und in manchen Fällen die Todesstrafe verhängt. Kleinere Vergehen waren in der Regel Verstöße gegen die geltenden Rechtsbestimmungen, wie unberechtigtes Holzholen, Gras-, Getreide-, Gartendiebstähle, unachtsamer Umgang mit Feuer, Streitigkeiten mit Schlägereien, die mit einer Brüchtenstrafe (Geldstrafe) geahndet wurden.
Vor dem Hofgericht wurden Liegenschaftsangelegenheiten verhandelt, zu denen die Inhaber der Hofgüter als Hofgeschworene erschienen und gegebenenfalls bei Neuvergabe von Hofländereien eine Kurmut zahlten. Schultheiß und Schöffen verhandelten über strittige Ansprüche, beurkundeten und besiegelten Erbteilungen, Landverkäufe, Schuldverschreibungen, Renteneinkünfte und Stiftungen und ließen Kopien der Urkunden im Schöffenbuch verzeichnen.
Die Rechte des Stiftes und die Pflichten der Einwohner waren in einem Weistum aufgezeichnet, das dreimal jährlich an den Hofgerichtstagen den Bewohnern vorgetragen wurde. So war der Halfe des Fronhofes verpflichtet, das Zuchtvieh zu halten. Die Einwohner unterlagen dem Mühlenzwang, das heißt, sie waren verpflichtet, auf der Mühle des Stiftes ihr Getreide mahlen zu lassen. An den Gerichtstagen hatten Müller und Gastwirte auf dem Fronhof zu erscheinen, um ihre Maße überprüfen zu lassen.

### Neuzeit

#### Dorfbewohner
Bei einer auf kurfürstlichen Befehl erfolgten Vermessung des Grundbesitzes in Bliesheim im Jahre 1660 und der anschließenden steuerlichen Veranschlagung im Jahr 1664 wurden zwei große Höfe im Besitz von Mariengraden erfasst. Die Dorfbewohner, etwa 80 Familien, lebten überwiegend von der Landwirtschaft. Auch die Tagelöhner bewirtschaften einige kleine Landparzellen. Die Erträge der Landarbeit waren durch die geringe Bodenqualität, Grundpachtzahlungen, Zehntzahlungen, Ernteschäden und weitere Abgaben wie Hühnerabgabe, Wachslieferungen an die Kirche und landesherrliche Steuern gemindert.

#### Verwaltung und Gericht
Zu Hochgerichtsverhandlungen erschienen im 17. Jahrhundert ausgebildete Juristen. So leiteten zwei Schöffen des Hohen Weltlichen Gerichtes in Köln die Hexenprozesse, die von 1629 bis 1632 auf dem Fronhof stattfanden. Die Hexenprozesse, die größtenteils ihre Ursachen in dörflichen Streitigkeiten, nachbarlichen Beschuldigungen und Denunziationen hatten, endeten überwiegend mit Todesurteilen und anschließenden Hinrichtungen, an denen die Kölner Schöffen, die „Kommissare“, maßgeblich beteiligt waren.
Seit Mitte des 18. Jahrhunderts stand der jeweilige Friesheimer Schultheiß, ein Jurist, dem Gericht vor.

#### Kriege und Brände
Die Einwohner der Unterherrschaft Bliesheim erlitten wie die der übrigen Orte Erftstadts durch zahlreiche Truppendurchmärsche, und Brandlegungen mehrfach großen Schaden. Von den im 1591 im Niederländischen Unabhängigkeitskrieg zerstörten Häusern waren bei einer steuerlichen Veranschlagung 1601 viele noch nicht wieder aufgebaut.
Im sogenannten „Hessenkrieg“, einem Teil des Dreißigjährigen Krieges, wurden nach der Belagerung Lechenichs wieder zahlreiche Häuser verbrannt, ebenfalls beim Abzug der französischen Verbündeten des Kölner Kurfürsten Maximilian Heinrich von Bayern und seines Koadjutors Wilhelm Egon von Fürstenberg-Heiligenberg.
Mehrmals mussten die Einwohner Geld aufnehmen und mit ihrem Besitz Bürgschaft leisten, so 1644, um die geforderten Zahlungen der in Neuss liegenden hessischen Truppen zu erfüllen und damit die angedrohte Brandschatzung sowie die Verschleppung von Bürgern abzuwenden. In den Kriegen des französischen Königs Ludwig XIV. litt Bliesheim unter Einquartierungen, und Fouragelieferungen. Geldaufnahmen waren 1674 notwendig wegen Kontributionsforderungen der kaiserlichen Truppen, 1676 wegen Forderungen der französischen Truppen und zur Einlösung eines verschleppten Bliesheimers.

### Französische Zeit
Die ersten Jahre nach dem Einmarsch französischer Truppen in Bliesheim 1794 forderte die Revolutionsarmee Kontributionen, Hand- und Spanndienste sowie Fouragelieferungen. Ein Dorfbrand im Jahr 1790 und ein Hochwasser der Erft im Jahre 1795 hatten solche Schäden angerichtet, dass die verarmten Einwohner nicht in der Lage waren, die geforderten Lieferungen für die französische Armee zu erbringen.
Diese Belastung wurde durch den Frieden von Campo Formio im Jahr 1797 beendet.
Im Jahr 1798 wurden die Verwaltung und das Rechtssystem nach französischem Vorbild umgestaltet. Die alten Territorien und damit auch die Unterherrschaft des Stiftes St. Mariengraden in Bliesheim mit ihren Gerichtsrechten wurden aufgehoben. Die Gerichtszuständigkeit wurde neu gegliedert und die kleinen Rechtsfälle Bliesheims dem Friedensgericht in Lechenich zugewiesen.
Bei einer Änderung der Verwaltung im Jahr 1800 unter Napoleon wurde Bliesheim eine Gemeinde in der Mairie Liblar im Kanton Lechenich. Buschfeld wurde der Gemeinde Bliesheim zugewiesen.
Mit dem Frieden von Lunéville vom Februar 1801 wurde die Zugehörigkeit des linken Rheinufers zu Frankreich rechtskräftig.
1801 hatte Bliesheim 604 Einwohner, davon 160 Kinder. In Buschfeld lebten 32 Personen.
43 Landwirte arbeiteten in kleinen Familienbetrieben, drei Pächter bewirtschafteten die großen Höfe in Bliesheim und Buschfeld. Von den 70 Arbeiterfamilien waren fast die Hälfte in den letzten Jahren zugezogen. Einige Gewerbetreibende, darunter ein jüdischer Händler, deckten den täglichen Bedarf ab.
1802 wurden nach dem 1801 abgeschlossenen Konkordat zwischen Napoléon Bonaparte und Papst Pius VII. Klöster und Stifte aufgehoben, ihr Besitz enteignet und in den folgenden Jahren versteigert. In Bliesheim wurde infolge der Säkularisation aus dem Besitz des Stiftes Mariengraden folgende Liegenschaften in Aachen versteigert und verkauft: 1806 die Mühle, 1807 der Fronhof und der Kallenhof. Auch die Güter weiterer geistlicher Institutionen im Ort wurden verkauft.

### Preußische Zeit
Durch die preußischen Behörden wurden die bisherigen Mairien als Bürgermeistereien und ab 1927 mit der Bezeichnung Amt weitergeführt. Bliesheim gehörte zur Bürgermeisterei Liblar im Kreis Lechenich und nach 1827 zum Kreis Euskirchen.

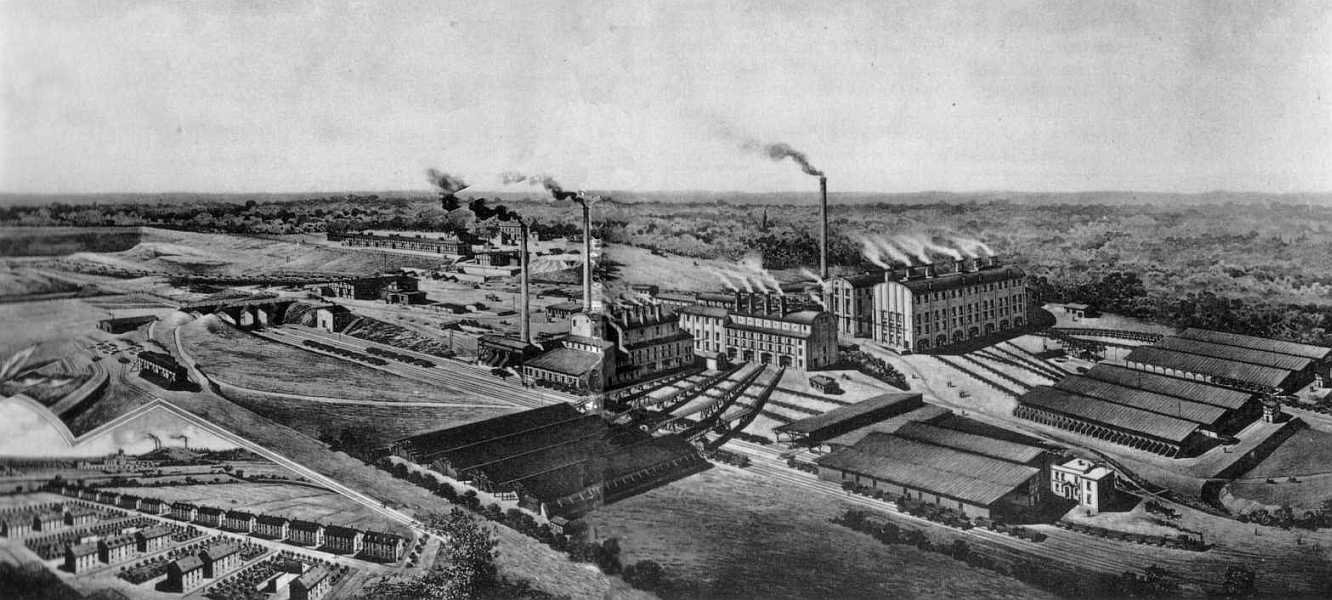
Brikettfabrik Donatus

#### Braunkohleabbau
Erhebliche Veränderungen brachte das 19. Jahrhundert für den bis zu diesem Zeitpunkt landwirtschaftlich ausgerichteten Ort. Der Zuzug von vielen Arbeitern, die beim Braunkohleabbau Beschäftigung fanden, begann schon zu Anfang des Jahrhunderts.
Er wurde verstärkt durch den intensivierten Abbau der Braunkohle und deren industrielle Verarbeitung in Brikettfabriken Ende des 19. Jahrhunderts. Besondere Bedeutung für Bliesheim hatte die Grube Donatus, die 1889 ihren Betrieb aufnahm. Hier fand ein großer Teil der Bevölkerung Arbeit, die Landwirtschaft blieb jedoch als Nebenerwerb für den Eigenbedarf bestehen.

#### Infrastruktur
Die Verbesserung der Infrastruktur begann im Jahr 1857 mit dem Ausbau der Straße Bliesheim – Buschfeld – Liblar. Der weitere Ausbau der Infrastruktur erfolgte in der Kaiserzeit. 1909 wurde der Ort an die öffentliche Wasserversorgung angeschlossen, 1910 erfolgte die Pflasterung der Hauptstraße, ebenfalls 1910 der Anschluss an das elektrische Stromnetz. Eine Postagentur bestand schon im Jahr 1899, eine Telegrafenbetriebstelle seit 1900. Die ersten Telefone in Bliesheim wurden 1912 angemeldet.

#### Schulwesen

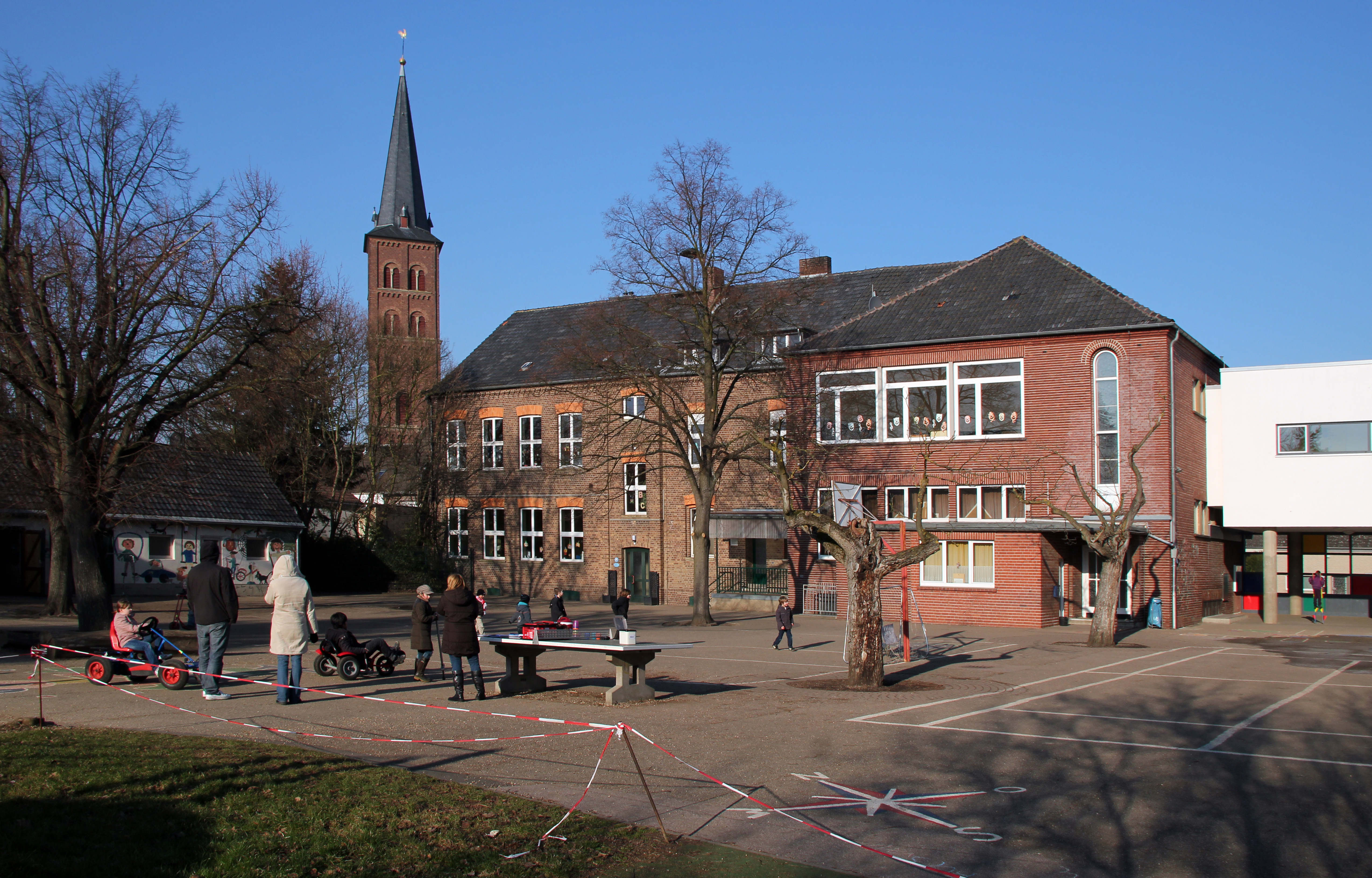
Erich-Kästner-Grundschule

Im 17. und 18. Jahrhundert war es die zusätzliche Aufgabe des Küsters, Kinder zu unterrichten, eine Praxis, die auch in der Zeit unter französischer Verwaltung weitergeführt wurde. Dies war zunächst der aus kurfürstlicher Zeit übernommene Küsterlehrer, dessen Sohn nach dem Tod seines Vaters 1806 diese Aufgabe übernahm. Seine Ausbildung erhielt er durch einen absolvierten Kurs an dem in Brühl eingerichteten „College“.
Eine im Jahre 1814 durchgeführte Befragung ergab, dass in Bliesheim von 143 Kindern in den Wintermonaten nur etwa die Hälfte am Schulunterricht teilnahm. In der Sommerzeit blieb die Schule geschlossen.
Nach der Einführung der Schulpflicht 1825 wies die preußische Regierung die Bliesheimer Schüler der Liblarer Schule zu, doch nach wenigen Jahren erhielt der Ort das Recht auf eine eigene Schule zurück, sodass ab 1827 vor Ort unterrichtet wurde. Dies geschah zunächst im Saal eines Wirtshauses und 1834 konnte ein neues Schulgebäude bezogen werden. Der Unterricht fand jetzt sowohl im Sommer als auch im Winter statt, den der bisherige nunmehr fest angestellte Lehrer erteilte. Wenn auch nur die Hälfte der schulpflichtigen Kinder den Unterricht besuchte, so war doch wegen der angewachsenen Schülerzahl der Bau eines weiteren Schulsaales erforderlich, der ab 1853 genutzt werden konnte.
Die räumliche Enge für eine auf 67 Knaben und 88 Mädchen angewachsene Zahl der Schulkinder, die fast alle zum Unterricht erschienen, machte einen größeren Neubau erforderlich.
Das 1885 errichtete Schulgebäude aus rotem Backstein entstand nach den Plänen des Kreisbaumeisters Müller-Deutz. Wegen der gestiegenen Schülerzahlen erhielt das Schulgebäude 1930 einen weiteren Anbau.

#### Neubau der Kirche

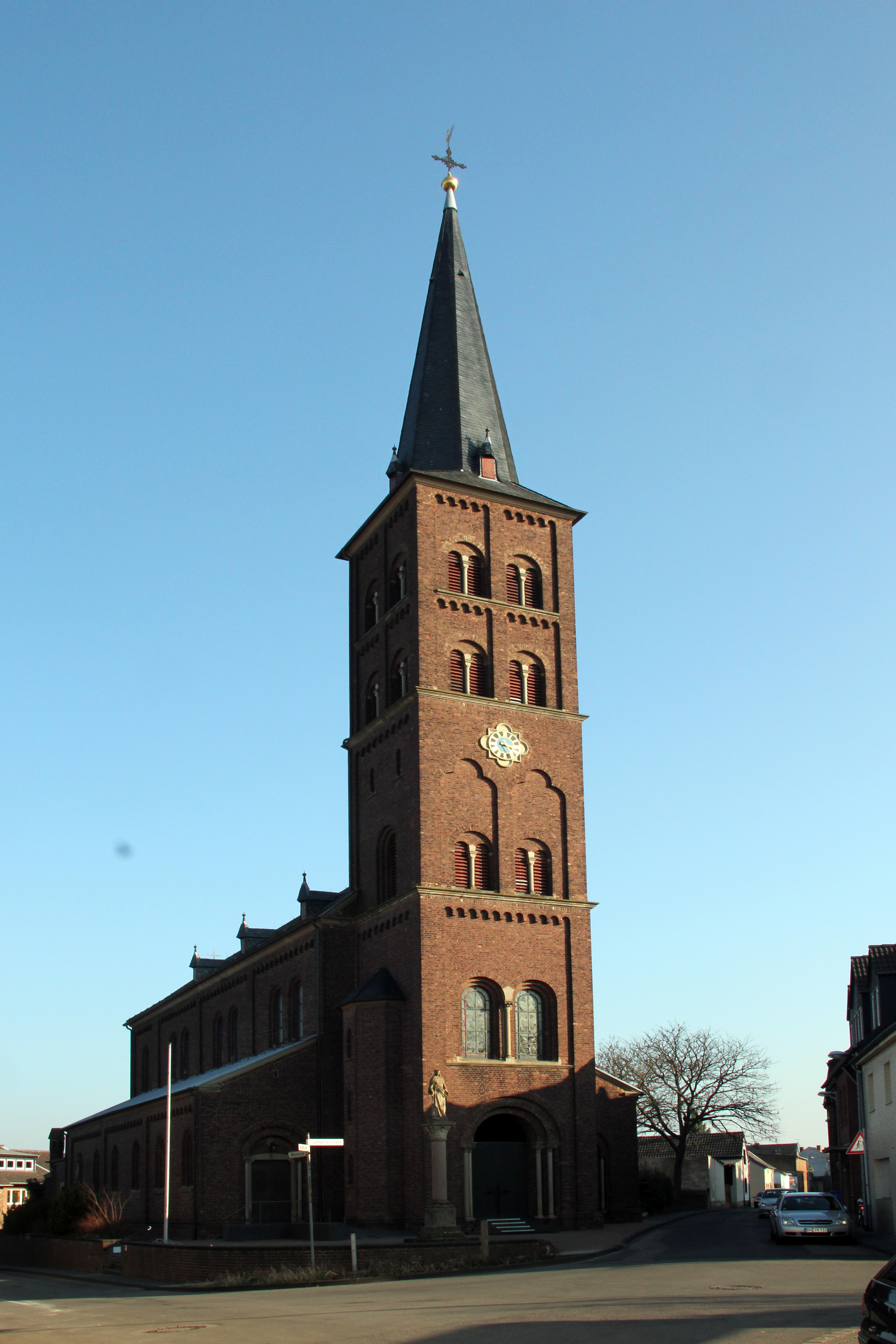
Sankt Lambertus

Die ehemalige Pfarrkirche Bliesheims auf dem heutigen Friedhof war baufällig geworden und bot der angewachsenen Gemeinde zu wenig Raum. Ein geplanter Neubau verzögerte sich jedoch immer wieder aus finanziellen Gründen. Der vom Einsturz bedrohte hölzerne Turmhelm war schon 1827 bis zum Mauerwerk abgetragen worden. Nachdem Teile der Decke des Kirchenschiffs eingestürzt waren, konnte ein Neubau nicht weiter verzögert werden. Die beim Abbruch der alten Kirche im Jahr 1863 freigelegten Quadersteine verwiesen auf einen Vorgängerbau in karolingischer Zeit, wie Peter Anton Tholen bei einer Untersuchung der Bearbeitung dieser Steine feststellte.
Die Gemeinde entschloss sich, nach Plänen des Kölner Landbaumeisters Robert Ferdinand Cremer einen größeren Kirchenbau in Auftrag zu geben, dessen Standort in die Dorfmitte verlegt wurde. Der zukünftige Standort wurde durch Erdreich aufgeschüttet, sodass die Kirche das Dorf in einer erhöhten Lage überragen würde. Die so geschaffene Anhöhe wurde durch eine Einfriedungsmauer abgefangen.
Das Bauwerk wurde In den Jahren 1860 bis 1863 mit vorgestelltem 54 Meter hohem Westturm erbaut und 1866 dem heiligen Lambertus geweiht. Die in Backstein errichtete dreischiffige Kirche wurde als Pfeilerbasilika ohne Querschiff konzipiert und erhielt ein Kreuzgratgewölbe. Nach den Plänen des Baumeisters erinnerte St. Lambertus in Bliesheim an die romanischen Basiliken des 12. Jahrhunderts und war der erste größere Kirchenbau in der Region, der im neuromanischen Stil errichtet wurde.

### Weimarer Zeit
Die Nachkriegszeit brachte Bliesheim Fortschritte in wirtschaftlichen und sozialen Bereichen. So entstand In den ersten Jahren der sog. Weimarer Republik am Ortsausgang in Richtung Weilerswist eine neue Siedlung, die man für die Beschäftigten der Grube Donatus im Stil der neu aufkommenden Gartenstädte erbaut hatte.
Einen weiteren Fortschritt stellte die gegen Ende der „Weimarer Zeit“ (1931) gegründete Genossenschaft „Gemüse- und Obstbauvereinigung Untere Erft“ dar. In dem von ihr betriebenen „Erzeugergroßmarkt für Obst, Gemüse und Kartoffeln“ fanden die Bauern Bliesheims und der Umgebung einen zentralen Absatzmarkt ihrer Produkte an den Großhandel.
Im Hinblick auf eine Krankenversorgung bewirkte eine Initiative des Pfarrers Stephan Pflugfelder, dass sich 1929 als eine der ersten Niederlassungen die 1926 gegründeten Schönstätter Marienschwestern des Gymnicher Paters Josef Kentenich in Bliesheim niederließen, um sich der ambulanten Krankenpflege zu widmen. 1931 bezogen sie ein neu errichtetes Gebäude, das nach einer Planung des Kölner Architekten Hans Peter Fischer entstanden war.
In diesem Gebäude, dem Marienheim, richteten sie den ersten Kindergarten Bliesheims ein. 2012 wurde das Engagement der Gemeinschaft wegen Nachwuchsmangels aufgegeben. Das Gebäude wird verkauft.

### Zeit des Nationalsozialismus
Die NSDAP fand in der traditionell katholisch bestimmten Gemeinde mit einer langen Zentrumstradition nur wenig Anhänger. Einige der patriotisch gesinnten Bürger, die den Zusammenbruch des Kaiserreiches und die Folgen des Versailler Vertrages nicht verwunden hatten, wählten jedoch 1933 die Nationalsozialisten, die im Ort 18 % der Stimmen erhielten.
Vorerst erfolgten nun einige Straßenumbenennungen. So wurden der Marktplatz, der nach dem Abriss eines alten Bauernhofes entstanden war, zum Adolf-Hitler-Platz, und die Feldstraße (heutige Lambertusstraße) benannte man zur Horst-Wessel-Straße um. Der bisherige Gemeindevorsteher wurde durch ein Parteimitglied ersetzt. Schließlich akzeptierten jedoch die meisten Einwohner die Maßnahmen der neuen Regierung.
Im Zweiten Weltkrieg blieb Bliesheim von Zerstörungen weitgehend verschont. Mit dem Einzug der US-Amerikaner am 4. März 1945 war für die Ortschaft der Krieg beendet, viele der zum Kriegsdienst eingezogenen Männer kehrten jedoch nicht zurück.

### Veränderungen nach dem Zweiten Weltkrieg
Die Gemeinde Bliesheim blieb Teil des Amtes Liblar bis zu dessen Auflösung durch die kommunale Verwaltungsreform und der Bildung der Stadt Erftstadt am 1. Juli 1969.

#### Neubaugebiete, Schulneubau und Erftregulierung
In den ersten Nachkriegsjahren wurden außerhalb des links der Erft gelegenen alten Ortskerns jenseits von Erft und Liblarer Mühlenbach Gemeindehäuser als Mehrfamilienhäuser erbaut, um die zahlreich zugezogenen Heimatvertriebenen unterzubringen. Einige dieser Neubürger erwarben auf der am Villehang gelegenen Langen Heide eines der preisgünstig angebotenen Grundstücke zum Bau eines Eigenheims.
Das entstandene Neubaugebiet Lange Heide entwickelte sich zu einem begehrten Wohnort. Durch seine erhöhte Lage mit Panoramablick, seine verkehrsgünstige Lage durch die Anbindung an die Eifelbahn (Köln –) Hürth-Kalscheuren – Trier über den Bahnhof Liblar (heute: Erftstadt), wurden in den 1960er Jahren auch viele Kölner Bürger oder Bewohner aus den umliegenden Orten des Rheinischen Braunkohlereviers zu Neubürgern. Seit 1974 belastet das Autobahnkreuz Bliesheim diesen Ortsteil allerdings erheblich mit Verkehrslärm.
Für die große Schülerzahl reichte der bisherige Klassenraum nicht aus. 1958 entstand ein Neubau mit Lehrschwimmbecken. Für das Treppenhaus schuf Jakob Riffeler ein Wandmosaik aus farbigen Kacheln.
Bis zur Regulierung der Erft wurden die niederen Gebiete Bliesheims von den in regelmäßigen Abständen auftretenden Hochwässern betroffen, die erhebliche Schäden verursachten. Der Ausbau des Erftbettes in den 1960er Jahren entschärfte die Hochwassergefahr.

#### Veränderung in Erwerbstätigkeit und Wirtschaft
Mit der Stilllegung der Brikettfabrik Donatus 1959 entfiel ein wichtiger Arbeitgeber für die Bliesheimer Bevölkerung.
1967 wurde die „Versteigerung“ der „Landwarengenossenschaft Untere Erft“ eingestellt, doch der Verkauf anderer Produkte wie Düngemittel und Heizöl wurde weitergeführt.
2003 wurde die Bliesheimer Zentrale der „Buir-Bliesheimer Agrargenossenschaft“, die ihren Hauptsitz nach Nörvenich verlegt hatte, geschlossen.
Bedingt durch das Ende des Braunkohleabbaus und die Veränderungen in der Landwirtschaft veränderte sich die Erwerbstätigkeit.
Die meisten Berufstätigen arbeiten heute außerhalb des Ortes vorwiegend in der nahen Großstadt Köln oder in deren Peripherie.

#### Bevölkerungsentwicklung
In den letzten beiden Jahrhunderten entwickelte sich Bliesheim zu einem Straßendorf, dessen Einwohnerzahl von etwa 600 im Jahre 1801 auf 1212 im Jahre 1900 anwuchs. Mit 2425 Bewohnern im Jahre 1956 war eine Verdoppelung der Bevölkerung erreicht, deren Anzahl 1969 den Stand von 3048 Personen betrug.

#### Vereinsleben
Die Bliesheimer pflegen wie viele Erftstädter Ortsgemeinschaften ein seit alter Zeit überkommenes, reges Vereinsleben.
Die ältesten dieser Vereine, denen junge und ältere Menschen gleichermaßen angehören, sind:
- Der Männergesangverein von 1868
- Die St.-Sebastianus-Schützengesellschaft von 1870,[24] seit 1948 Schützenbruderschaft Bliesheim 1405 e. V.[4]
- Der Ballspielclub Bliesheim 1927 e. V. (BC Bliesheim) mit mehreren Abteilungen (Fußball, Jugend, Tischtennis)

Fast alle Vereine und Interessengemeinschaften sind in der Dorfgemeinschaft Bliesheim zusammengeschlossen und bieten vielfältige gesellschaftliche und kulturelle Veranstaltungen sowie ein breites Sportangebot.

### Die Bürgermeister von Bliesheim
| von  | bis  | Name                              |
| ---- | ---- | --------------------------------- |
| 1833 | 1857 | Hermann Eichen                    |
| 1857 | 1871 | Gottfried Breuer                  |
| 1871 | 1874 | Johann Joseph Winand              |
| 1874 | 1882 | Theodor Kolgraf                   |
| 1882 | 1888 | Johann Joseph Winand              |
| 1889 | 1905 | Werner Schwarz                    |
| 1905 | 1911 | Johann Kyrion (1867–1935)         |
| 1911 | 1917 | Peter Breuer                      |
| 1917 | 1922 | Johann Jäntgen                    |
| 1922 | 1930 | Engelbert Hommelsheim (parteilos) |
| 1930 |      | Franz Platz                       |
| 1930 | 1932 | Gregor Vosen                      |
| 1932 | 1934 | Jakob Giesen                      |
| 1934 | 1935 | Engelbert Hommelsheim (parteilos) |
| 1935 | 1955 | Hubert Kessenich                  |
| 1946 |      | Gregor Vosen                      |
| 1946 | 1955 | Jakob Giesen                      |
| 1955 | 1964 | Friedrich Derkum                  |
| 1964 | 1969 | Wilhelm Bastian                   |
| ---  | ---  | Frank Jüssen                      |

Von 2015 bis 2017 war Norbert Vianden (CDU) Ortsbürgermeister. Er verstarb bei einem Autounfall. Sein Nachfolger wurde Frank Jüssen.

## Heutiges Ortsbild

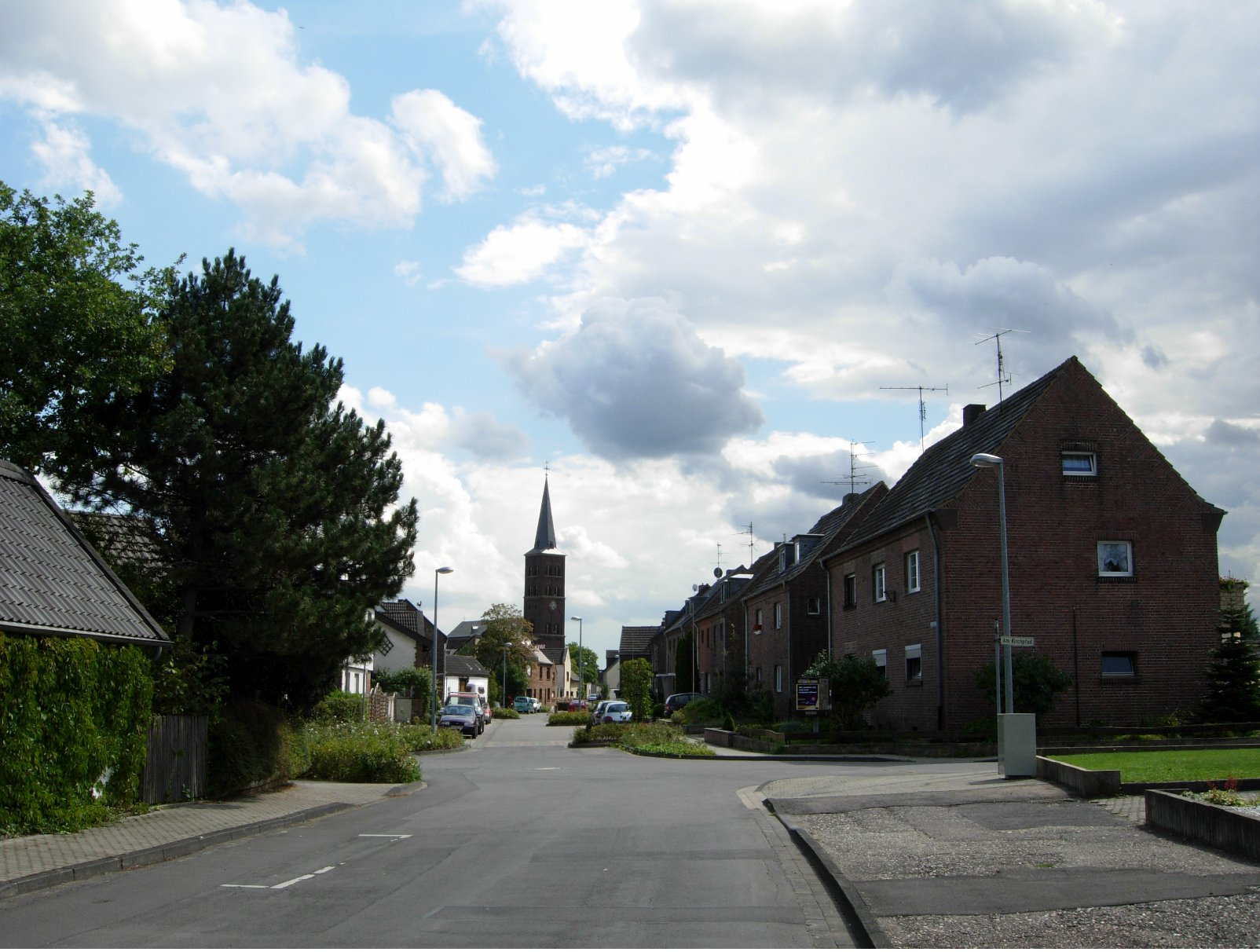
Lambertuskirche

Wie die Mehrzahl der Erftstädter Stadtteile hat auch Bliesheim eine hohe Anzahl gut erhaltener Baudenkmäler aufzuweisen, deren Entstehung bis in das 18. Jahrhundert zurückgeht. Hierzu gehören der Fronhof, die Mühle und die Schmiede. Andere unter Denkmalschutz stehende Wohnhäuser und Höfe sowie die Pfarrkirche des Ortes entstanden im 19. Jahrhundert.
Zwischen dem alten Ortsteil, der seinen dörflichen Charakter noch bewahrt hat, und dem Neubaugebiet am Villehang fließt die Erft. An ihren Ufern entstand wohl im Rahmen der Regulierung des Flussbettes ein im Hinblick auf ansteigende Wasserstände recht breit angelegter Grünstreifen.

### Allgemeine Einrichtungen
Die notwendigste medizinische Versorgung vor Ort gewährleisten eine Apotheke, Arztpraxen und das nahe gelegene Marien-Hospital im Stadtteil Frauenthal. Es gibt Bankfilialen und einige kleinere Geschäfte vor Ort, größere Einkäufe können im 2 Kilometer entfernten Erftstadtcenter getätigt werden.
Bliesheim ist gut an das regionale Verkehrsnetz angeschlossen. Die Kreisstraße 45 und die Landstraßen 163 und 263 sowie die Buslinie 920 verbinden den Ort mit den Nachbarorten.
Die Grundschule des Ortes, die nach der Schulreform von 1968 beibehalten wurde, unterrichtet Bliesheimer und Blessemer Grundschüler. Der Unterricht findet in dem alten Schulgebäude und einem Erweiterungsbau vom 1958 mit Anbauten aus den Jahren 2000 und 2007 statt.

### Verkehr
Die VRS-Buslinie 955 der Rhein-Erft-Verkehrsgesellschaft verbindet den Ort mit Liblar und Euskirchen. Zusätzlich verkehren an Schultagen einzelne Fahrten der Linie 990 sowie der auf die Schülerbeförderung ausgerichteten Linie 974.
| Linie | Verlauf |
| ----- | --- |
| 955   | Horrem Bf – Türnich – Balkhausen – Brüggen – Kierdorf – Köttingen – Liblar – Erftstadt Bf – Bliesheim – Lechenich |
| 974   | Stadtverkehr Erftstadt                                                                                            |
| 990   | Herrig – Lechenich – Blessem (/ Bliesheim –) Erftstadt Bf – Liblar – Brühl Mitte (Stadtbahn)                      |

## Lauerbusch
Der Lauerbusch ist ein 8,3 Hektar großes Waldstück in Bliesheim. Es diente im Zweiten Weltkrieg als Munitionslager der deutschen Wehrmacht. Um 1940 wurden dort 18 Gebäude errichtet, welche nach Kriegsende Flüchtlingen als Wohnungen dienten. Da sich mindestens vier tödliche Unfälle ursächlich wegen der gelagerten Restmunition ereigneten, wurden die Wohnungen 1969 geräumt und später abgerissen. 1988 wurde der Lauerbusch unter Naturschutz gestellt.

## Persönlichkeiten
Der bekannteste Bliesheimer (mit internationalem Renommee) ist der Komponist Bernd Alois Zimmermann (1918–1970). Nach ihm ist eine Bliesheimer Straße benannt worden (östlich der L 163, zwischen Rotdornweg und Am Wachberg).

## Sehenswürdigkeiten

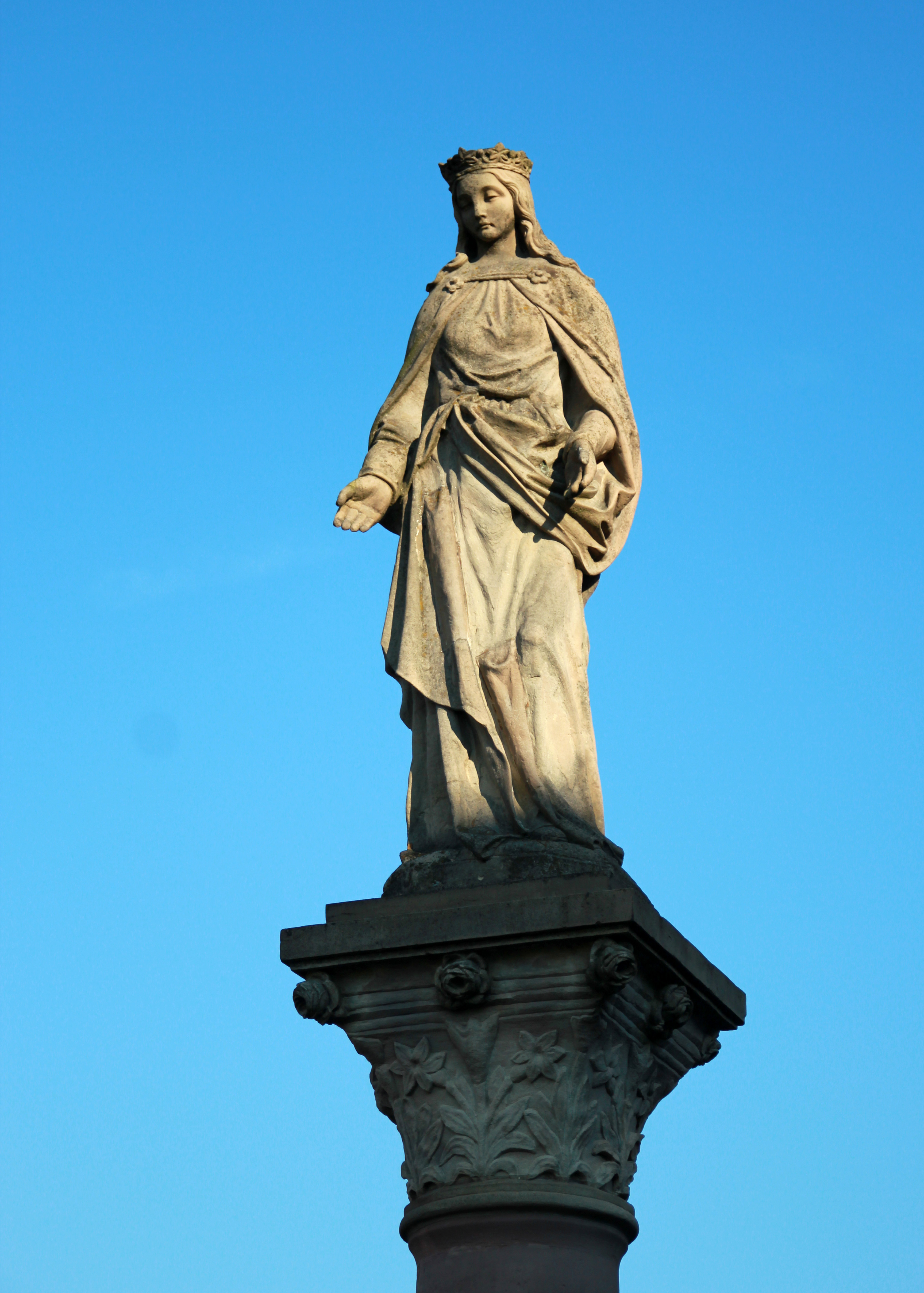
Mariensäule von 1867
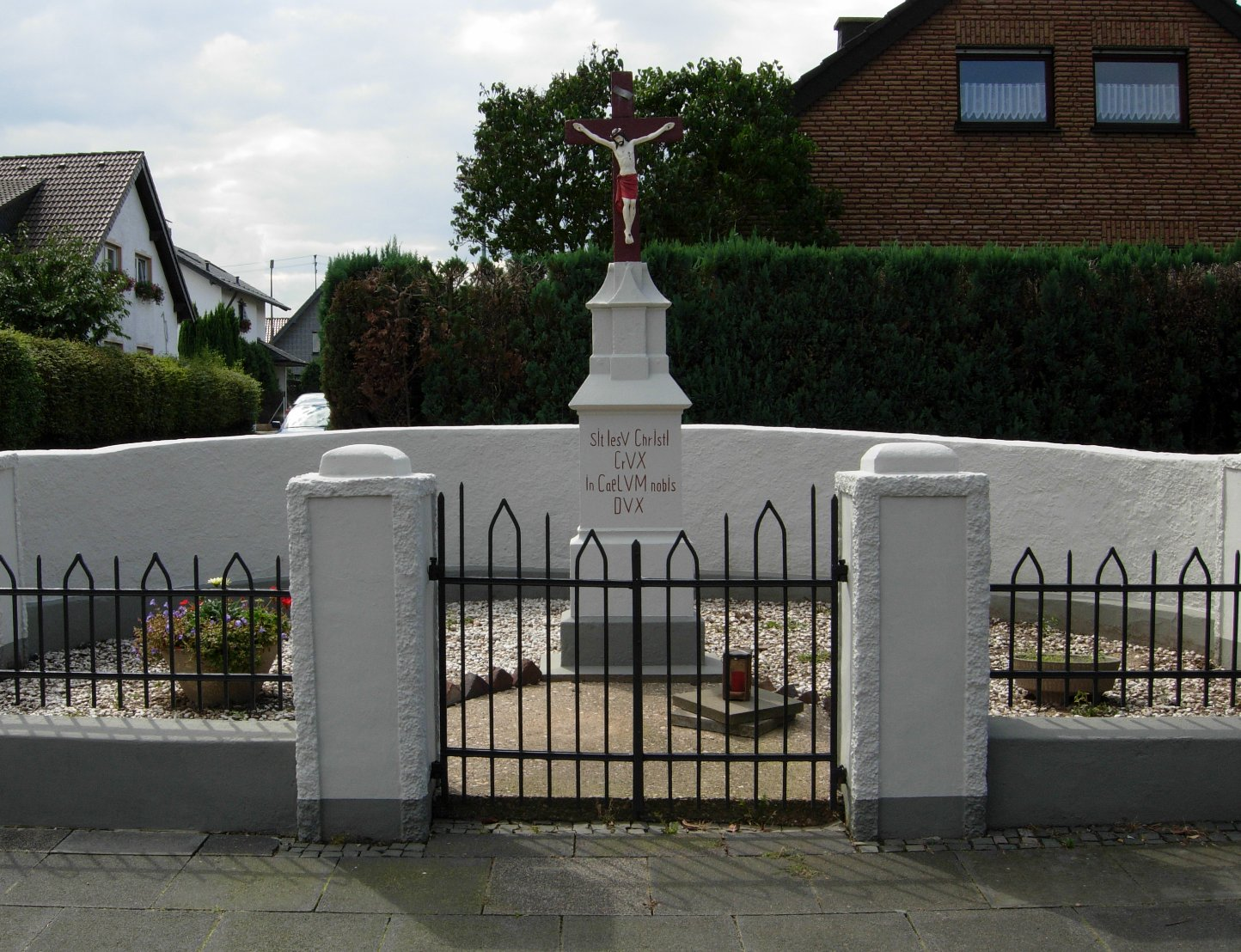
Kruzifix mit der Chronogrammangabe 1896
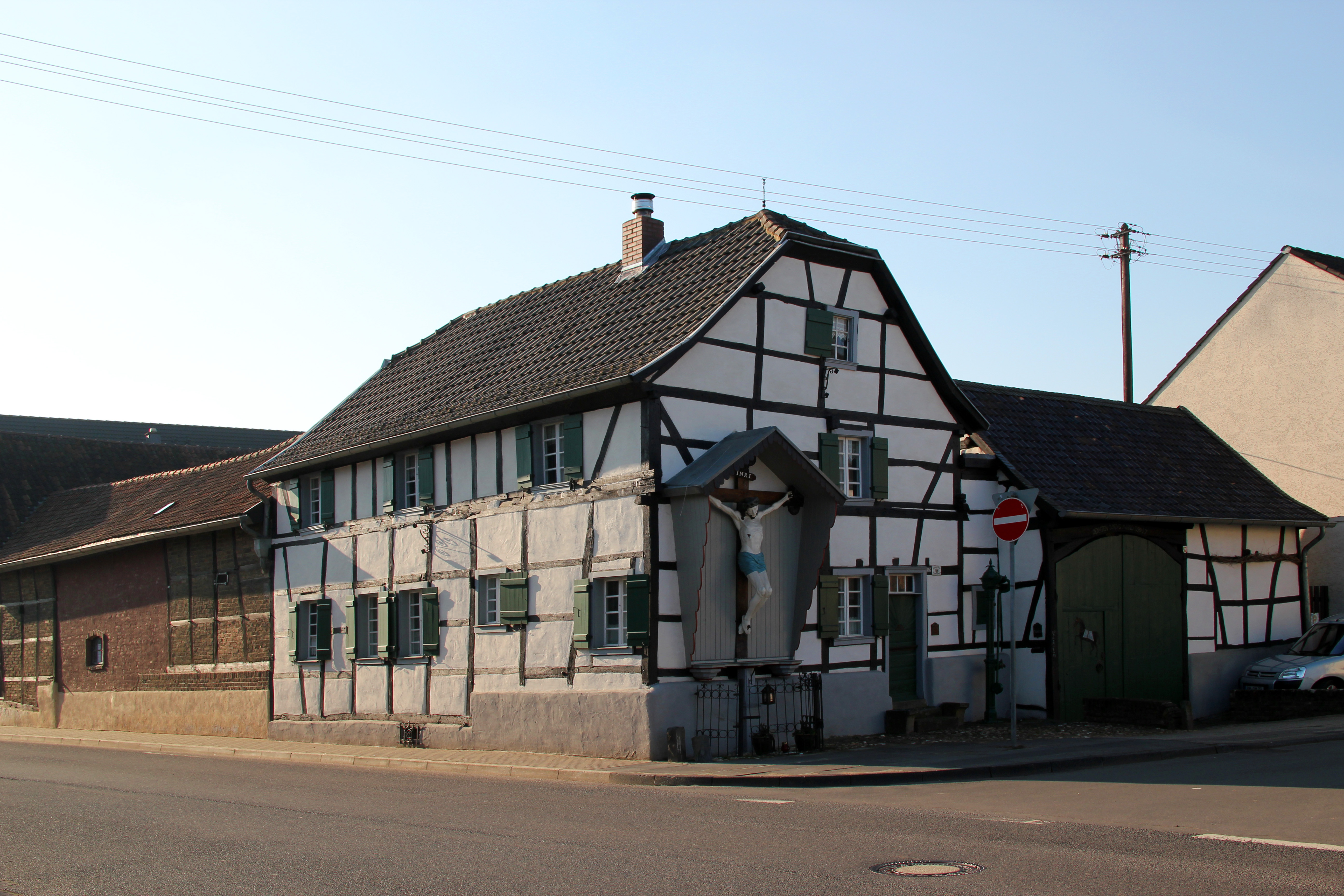
Alte Schmiede von 1799
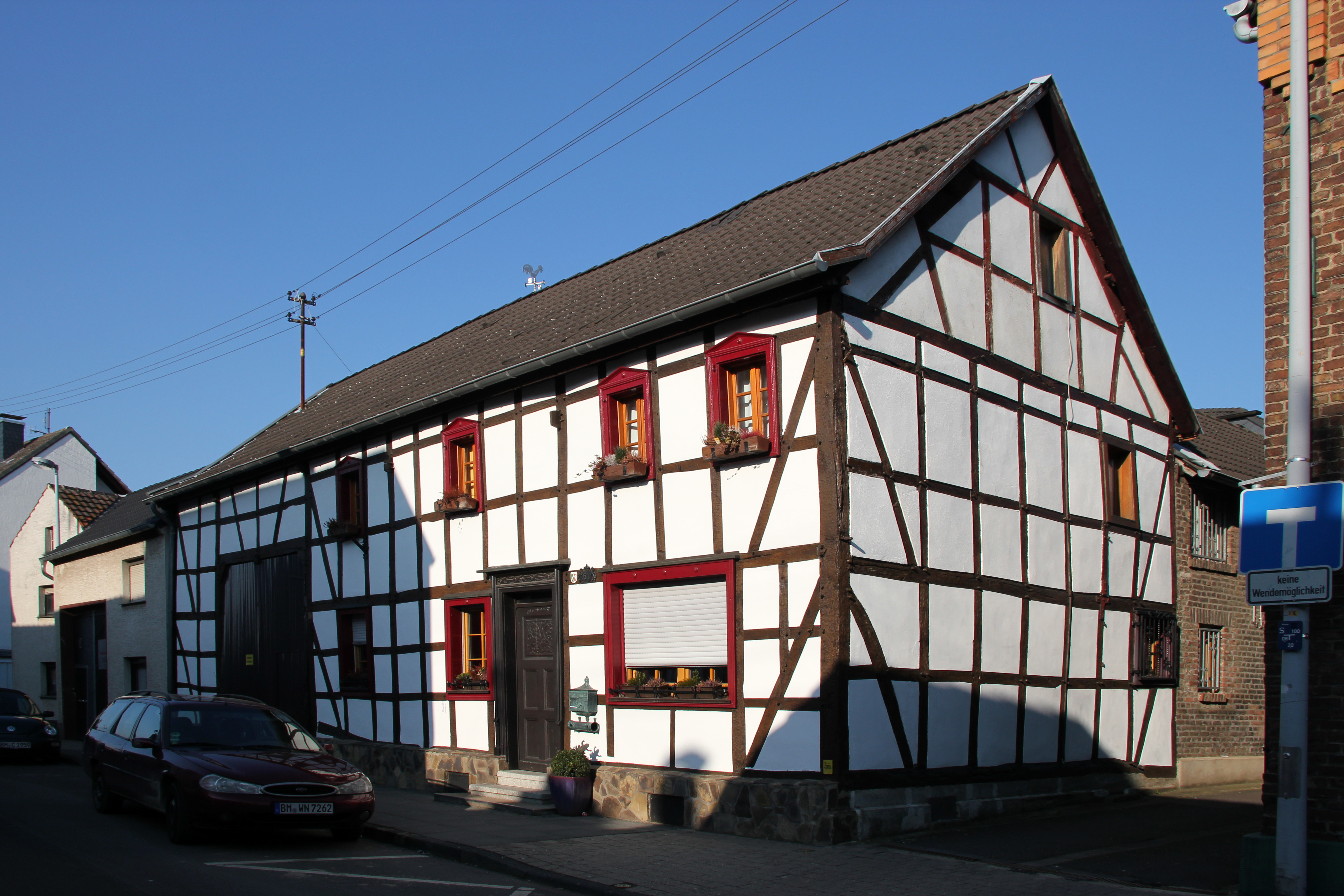
Fachwerkhaus aus dem Jahr 1880

- Kirche St. Lambertus
- Mariensäule vor dem Kirchenportal. Die Säule ist eine Stiftung der Familie Wynand im Jahr 1867. Die ca. 5 m hohe, von einer Marienfigur bekrönte Säule, ist ein Werk des Bonner Bildhauers Josef Olzem
- Das Kruzifix an der Ecke Frankenstraße / Merowingerstraße, angefertigt um 1500, aus der Kölner Werkstatt des Meister Tilman (Tilman Heysacker) hing seit 1803 am Dorfhof „Alte Schmiede“ und wurde, um das Original zu schützen, durch eine Nachbildung (von Jörg Großhaus aus Burscheid) ersetzt. Auf einem alten Foto erkennt man zwei Figuren, die das Kreuz flankierten.[55][56] Nach seiner aufwändigen Restaurierung wurde das Original im Vorraum von St. Lambertus aufgehängt.
- Lambertushäuschen Frankenstraße / Am Höhlchen, errichtet 1892
- Kreuz Ecke Frankenstraße / Am Kreuz
- Bliesheimer Mühle (17./18. Jh., Standort-Ersterwähnung 1260), zurzeit in Restauration des noch weitgehend vorhandenen Mahlwerks[57]